# Григорьев, Иван Геннадьевич
Иван Геннадьевич Григорьев (род. 7 января 1957 или 8 января 1957) — советский борец вольного стиля, призёр чемпионата Европы, призёр чемпионатов СССР, мастер спорта СССР международного класса.

## Спортивная карьера
Вольной борьбой начал заниматься во время учёбы в 6 классе, тренировался во дворце культуры Канашского вагоноремонтного завода, под руководством тренера Г. Н. Смирнова. После окончания школы поступил в Чебоксары, продолжив заниматься спортом. В июле 1979 года в Москве он стал серебряным призёром чемпионата СССР. В 1980 году ему было присвоено звание мастер спорта СССР международного класса по вольной борьбе. В июне 1982 года в Орджоникидзе занял третье место на чемпионате страны. Также в 1982 году он становится победителем международных соревнований в Болгарии, Италии и во Франции. В 1983 году в Будапеште на чемпионате Европы он завоевал серебряную медаль. В 1984 году он становился чемпионом РСФСР. В 1986 году Григорьев завершает спортивную карьеру и переходит на тренерскую работу в чебоксарскую ДЮСШ при профкоме производственного объединения им. В.И. Чапаева. С 1989 года проводится открытый республиканский турнир по вольной борьбе на призы Григорьева. Является главным тренером сборных команд Чувашии по вольной борьбе.

## Спортивные результаты
- Чемпионат СССР по вольной борьбе 1979 — ;
- Чемпионат СССР по вольной борьбе 1982 — ;
- Чемпионат Европы по борьбе 1983 — ;
- Чемпионат РСФСР по борьбе 1983 — ;

## Личная жизнь
Родился в Канаше, живёт в Чебоксарах. Выпускник Чувашского государственного педагогического института имени И.Я. Яковлева.